# Nederlands Vestingmuseum

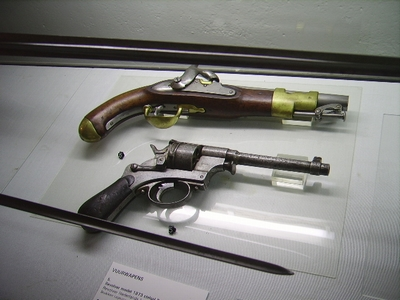
Antieke vuurwapens

Het Nederlands Vestingmuseum is een historisch museum in de Noord-Hollandse stad Naarden. Het is sinds 1955 gevestigd op een twee hectare groot deel van de wallen van de voornamelijk 17de-eeuwse vestingstad Naarden. Bastion Turfpoort, waarin zich de collectie bevindt, is een van de bastions van Naarden.

## Vesting
De vesting Naarden heeft een typerende 'stervorm' die te danken is aan de zes in de omwalling opgenomen bastions. Het is de best bewaarde vestingstad van Nederland. Het stratenplan, dat de Grote of Sint-Vituskerk omsluit, is nog 17de-eeuws en volkomen rechthoekig. Een grote restauratie vond plaats vanaf 1970 en werd in 2002 voltooid. De vesting is voor het grootste deel vrij toegankelijk.

## Museum
De ondergrondse kazematten op bastion Turfpoort zijn de enige in Naarden die zijn opengesteld voor publiek. Hier bevinden zich de tentoonstellingen van het museum. Het bastion bevindt zich nog grotendeels in 17e-eeuwse staat. Bezoekers krijgen hierdoor inzicht hoe een vesting vroeger functioneerde als verdedigingswerk. 
Buiten op het bastion staan historische artillerie kanonnen uit de 17e tot 19e eeuw. Met sommige exemplaren worden nog demonstraties gegeven. Vanaf het bastion hebben bezoekers uitzicht over de vestingwerken. Onder een afdeklaag van zo'n vijf meter aarde, bevinden zich zes kazematten met kanonkelders waar vroeger geschut stond opgesteld. Door de isolerende aardlaag is het er in de zomer koel en in de winter warm.
Tot het museumterrein behoort ook een ravelijn. Dit is een eiland in de vestinggracht die de achterliggende hoofdwal beschermde tegen vijandelijke aanvallen.

### Collectie
Het Nederlands Vestingmuseum herbergt een belangrijke historische collectie op het gebied van de (vesting)artillerie, de geschiedenis van Naarden en de waterlinies. Het verzamelbeleid richt zich op de periode 1350 (vestiging Naarden op huidige plek) tot 1926 (einde van de Vestingwet).
De collectie omvat de volgende thema's:
- De geschiedenis van de vesting Naarden en de bouwkundige verbeteringen als antwoord op de toenemende vuurkracht van artillerie
- De Nederlandse Vestingbouwkunde met uitleg over het Oud Nederlands Vestingstelsel en het Nieuw Nederlands Vestingstelsel
- De Oude en Nieuwe Hollandse Waterlinie met een expositie over de generaal en waterbouwkundige Cornelis Rudolphus Theodorus Krayenhoff
- Het garnizoensleven

De collectie is eigendom van de Stichting Vrienden van Het Nederlands Vestingmuseum.

### Canon
Het Nederlands Vestingmuseum is sinds 2019 aangesloten bij het Netwerk van Canonmusea voor de vensters Napoleon en Koning Willem I. De Canon van Nederland omvat de vijftig belangrijkste personen of gebeurtenissen uit de geschiedenis van Nederland.

## Fotogalerij

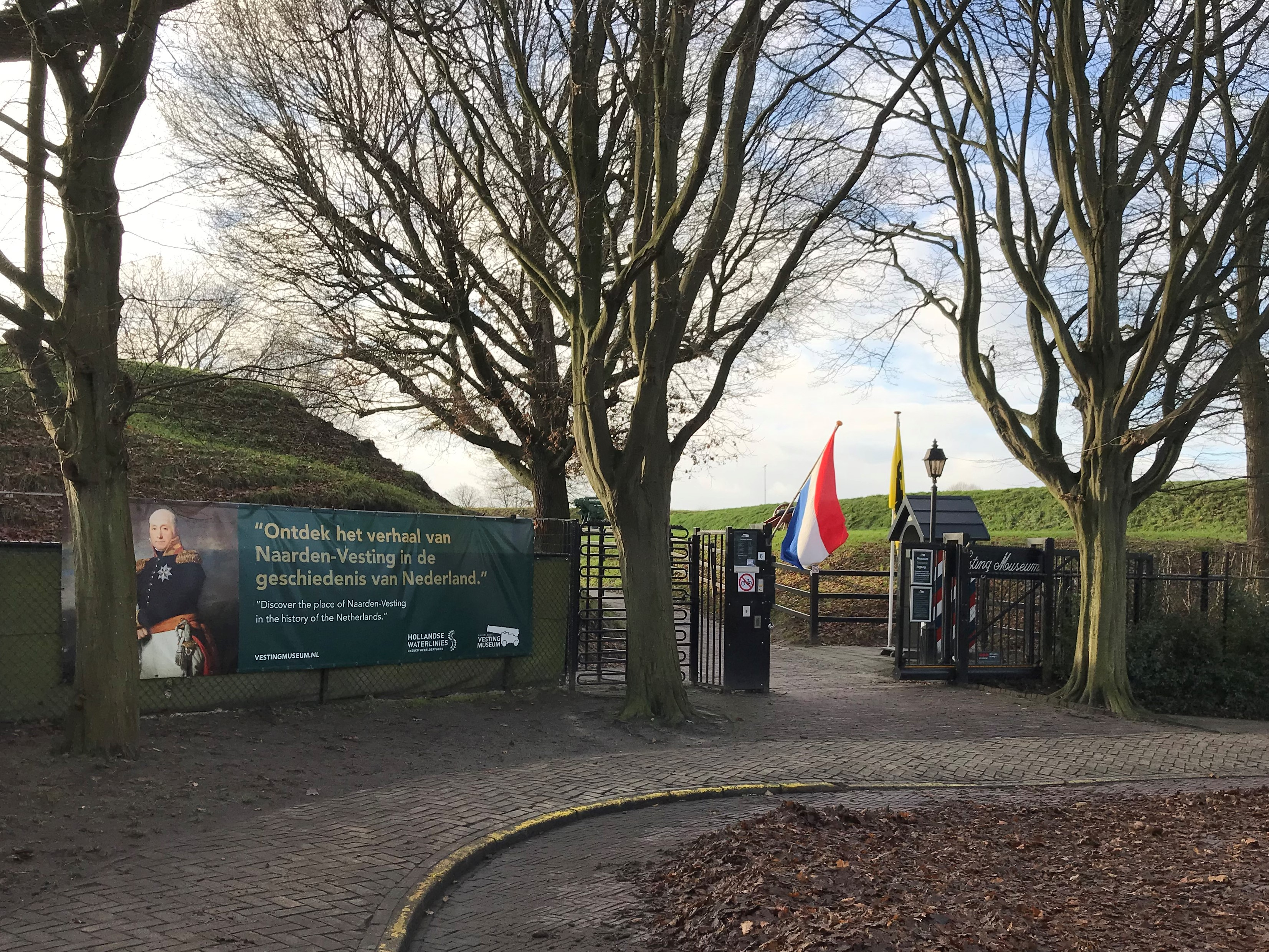
Toegang tot het museum
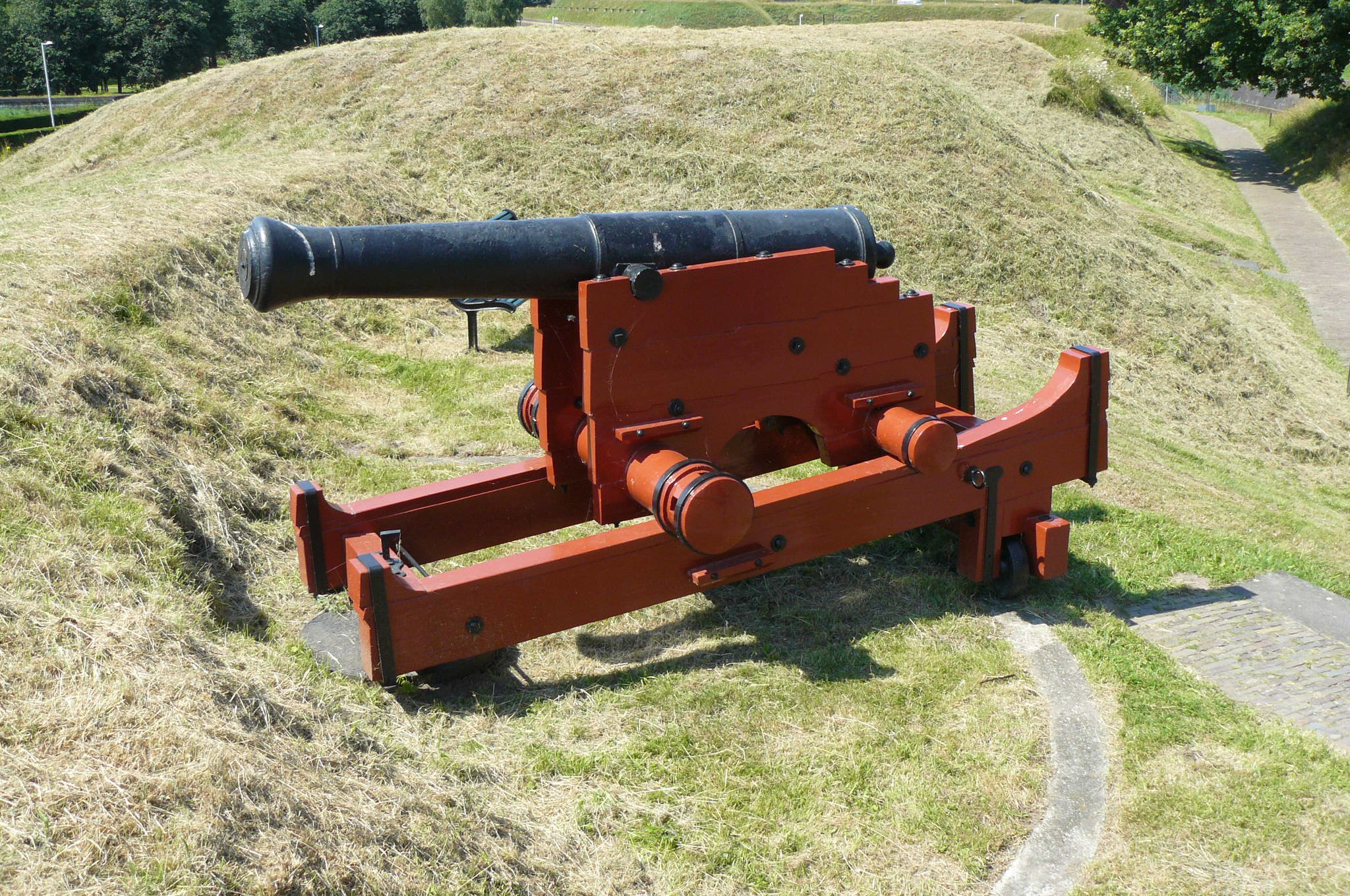
Kanon op affuit dat om een bevestigingspunt kan draaien
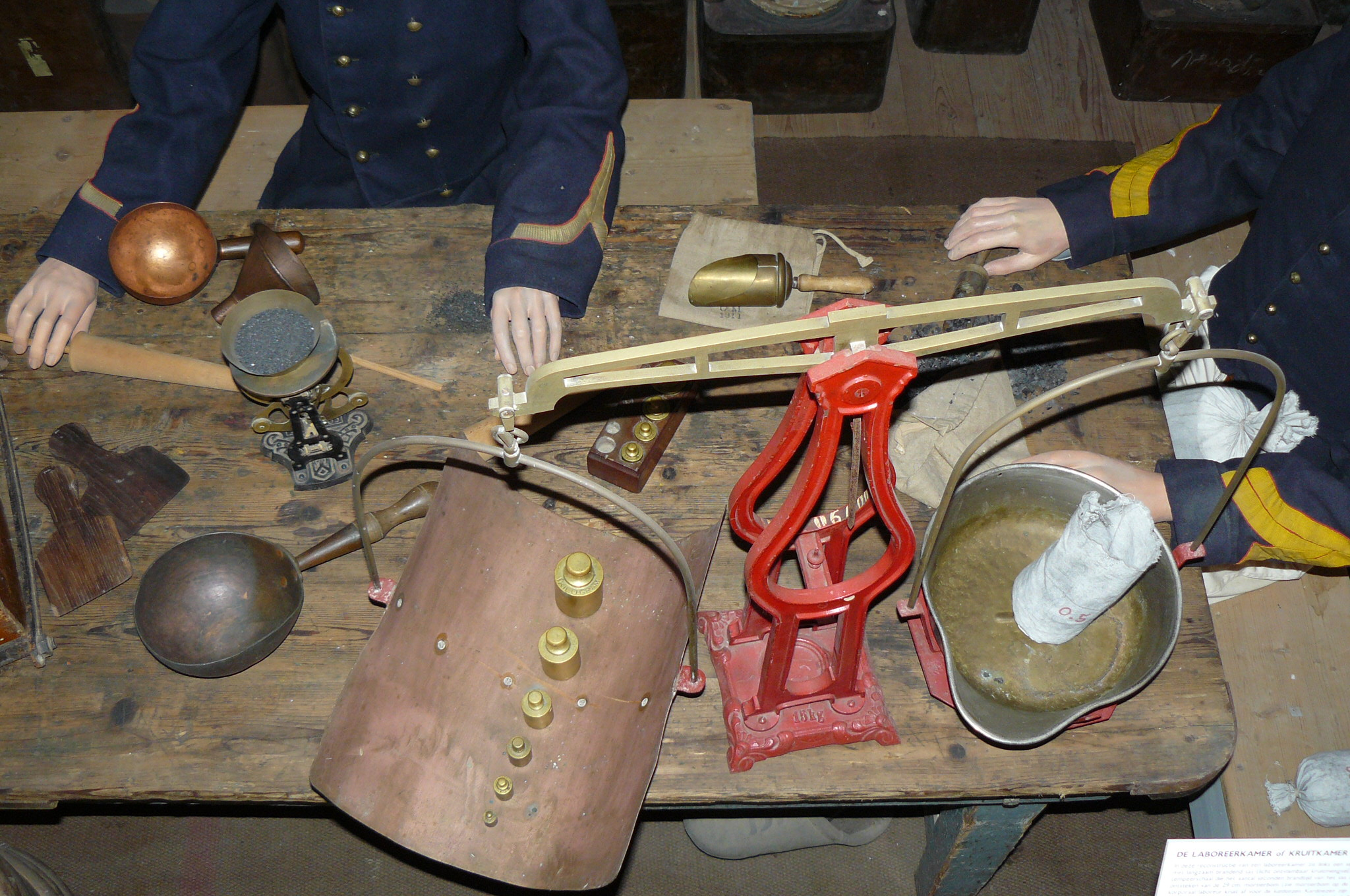
Benodigdheden voor het vullen van kardoeszakken
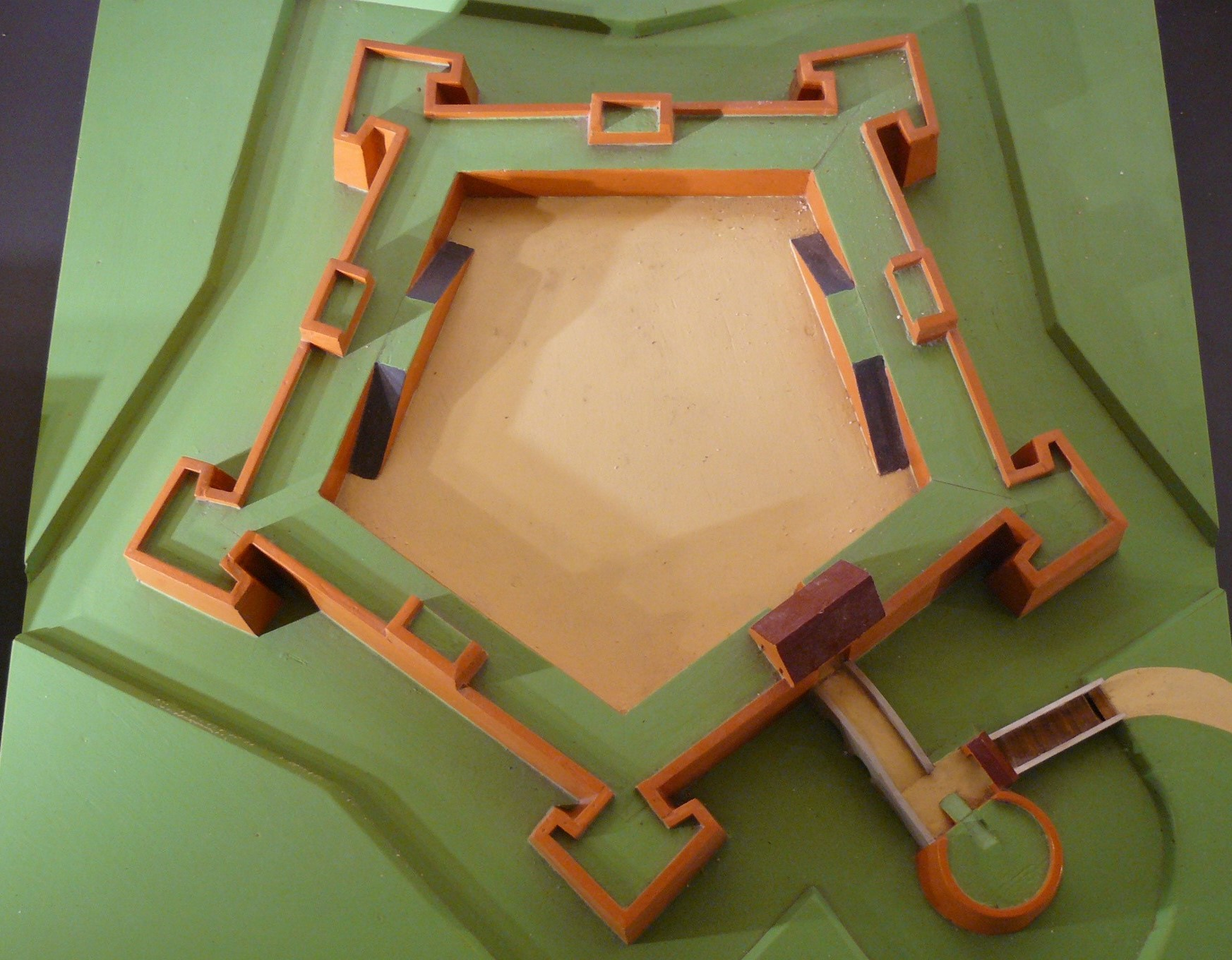
Maquette van een vesting volgens het Oud-Italiaans vestingstelsel
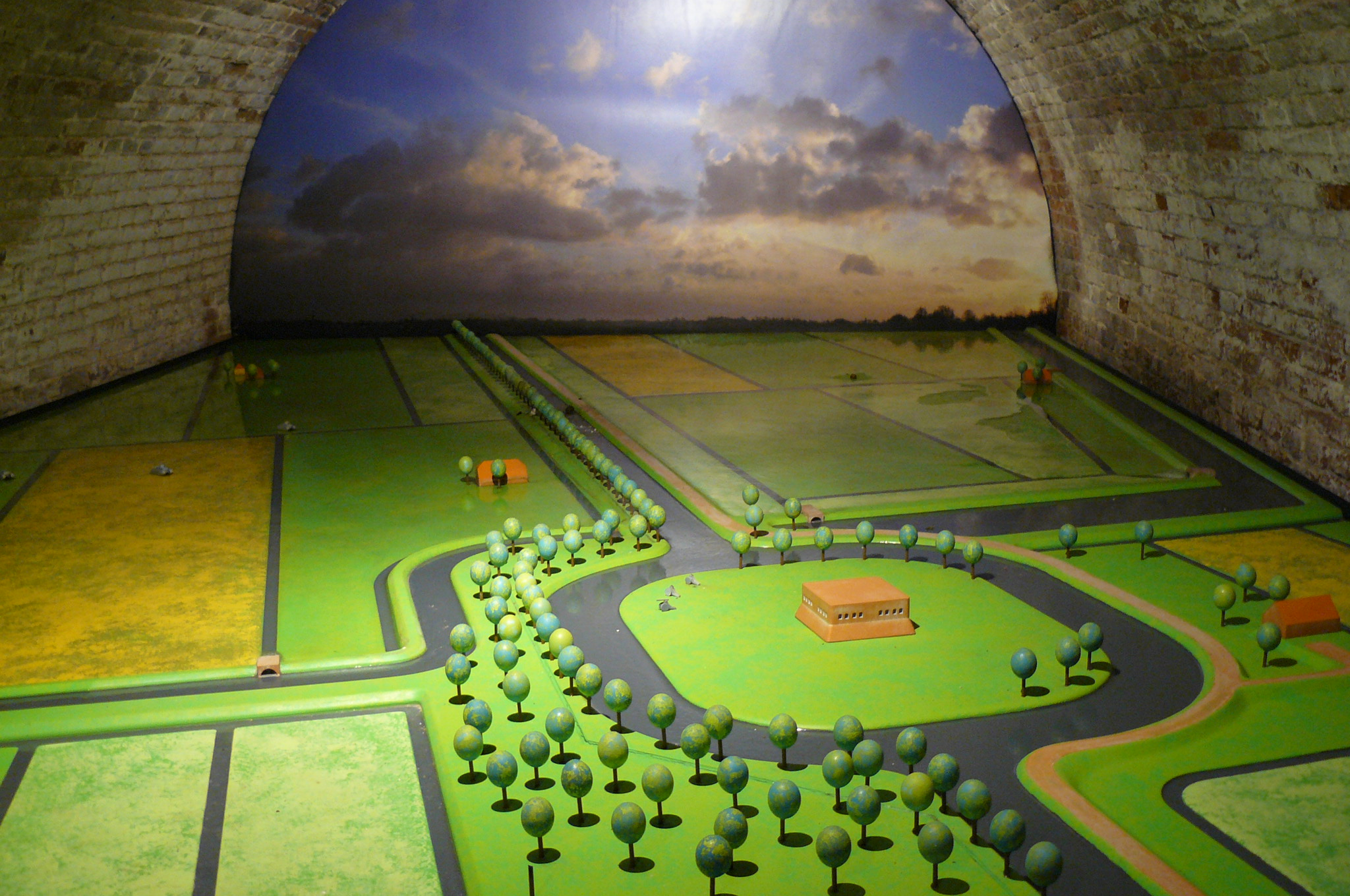
Diorama van het verloop van een inundatie